# Carmésia
Carmésia is een gemeente in de Braziliaanse deelstaat Minas Gerais. De gemeente telt 2.712 inwoners (schatting 2009).

## Aangrenzende gemeenten
De gemeente grenst aan Conceição do Mato Dentro, Dom Joaquim, Dores de Guanhães, Ferros en Senhora do Porto.